# Servei d'hospitalitat
Un servei d'hospitalitat és una xarxa social que ofereixen allotjament, sense intercanvi de diners, sota certes condicions. En alguns casos buscant un intercanvi cultural o socialització, unes altres a canvi de treball social o d'un altre tipus, o simplement confiant a donar i rebre de la comunitat. Normalment organitzades centralment per Internet, deixant enrere els catàlegs i arbres telefònics. La major part d'ells han crescut exponencialment des del 2000 i s'estima que més de 100.000 persones són usuaris registrats d'aquestes xarxes.
Les xarxes més conegudes són:
- CouchSurfing
- Hospitality Club
- BeWelcome
- WWOOF